# Hard Powder
Hard Powder (Originaltitel und internationaler Titel Cold Pursuit) ist ein von schwarzem Humor geprägter Actionfilm von Hans Petter Moland von 2019. Er ist die Neuverfilmung von Molands Einer nach dem anderen von 2014.

## Inhalt
Nels Coxman ist Schneepflugfahrer in der (fiktiven) Stadt Kehoe im Skigebiet von Colorado. Er wird als „Bürger des Jahres“ ausgezeichnet. Sein ruhiges Leben findet ein jähes Ende, als sein Sohn Kyle an einer Überdosis Heroin stirbt. Nels’ Ehefrau Grace erleidet einen Nervenzusammenbruch über den Tod ihres Sohnes. Bei der Beerdigung stehen etliche Trauergäste am Grab im Schneesturm.
Der deprimierte Coxman ist im Begriff, Selbstmord zu begehen, als er erfährt, dass sein Sohn von einem Drogenkartell ermordet wurde. Deshalb modifiziert er ein Jagdgewehr und tötet nacheinander drei Mitglieder des Kartells. Jeder Tod wird mit einer kurzen „Trauer“-Einblendung mit weißem Namen und Symbol für die Glaubenszugehörigkeit auf schwarzem Grund quittiert. Die Leichen versenkt er in einem nahegelegenen Fluss. Seine Ehefrau verlässt ihn unterdessen aufgrund ihrer Trauer. Einen zusätzlichen Einblick in das kriminelle Netzwerk erhält Coxman von seinem Bruder Brock, der einst unter dem Decknamen „Wingman“ als Schläger für das örtliche Kartell tätig war.
Der Anführer des Kartells ist Trevor „Viking“ Calcote. Er ist ein kontrollsüchtiger, geschiedener Vater eines halbwüchsigen Sohnes, den er mit seinen Vorstellungen einer gesunden Diät schikaniert und mit einem Jugendroman auf das Leben vorzubereiten sucht. (Titel: Herr der Fliegen – „Da steht alles drin, was du fürs Leben brauchst.“) Er glaubt, dass die Todesfälle das Werk des indianischen Drogenbarons White Bull sind, mit dem zuvor ein Friedensabkommen bestanden hat. Calcote entführt und ermordet den einzigen Sohn von White Bull, was einen Bandenkrieg auslöst.
Nels Coxman will von seinem Bruder wissen, wie er „Viking“ töten kann. Brocks Rat, dafür den Killer „Eskimo“ zu engagieren, geht schief, weil dieser zwar den größten Teil des Kopfgeldes kassiert, aber „Viking“ den Auftraggeber verrät, ehe er von diesem seinerseits umgebracht wird. Nun verwechselt „Viking“ die Coxman-Brüder. Als er Brock kontaktiert, übernimmt dieser die Verantwortung, da er sowieso an Krebs sterben wird. Es folgt die übliche „Trauer“-Einblendung. Bei der Beerdigung stehen nur Nels und die „Geliebte“ seines Bruders am Grab. Deren Trauer hält sich jedoch arg in Grenzen.
Calcote weiß um die Gefahr und den wirtschaftlichen Schaden durch den Bandenkrieg, den er irrtümlich begonnen hat, und er versucht vergeblich, White Bull wieder zu besänftigen. Dazu tötet er den vorlautesten seiner Männer, der jedoch in einer Liebesbeziehung mit demjenigen seiner Männer stand, der sich am meisten um seinen Sohn gekümmert hat. Den Kopf lässt er an White Bull überbringen, mit der Behauptung, es sei der Kopf des Schuldigen. Der habe den Sohn von White Bull getötet. Doch damit allein beschwichtigt er White Bull nicht.
In der Zwischenzeit entführt Coxman Calcotes Sohn aus einer Eliteschule und bewahrt ihn unwissentlich vor den Häschern von White Bull. Er will den Drogenbaron in einen Hinterhalt locken. Coxman behandelt den Jungen gut und lässt ihn auf seinem Schoß die Schneefräse steuern. Calcote erfährt vom Hausmeister der Schule, den er anschließend ebenfalls umbringen lässt, dass Nels Coxman der Entführer ist. Ihm wird nun klar, wer seine Männer getötet hat. Es beginnt ein Wettlauf, an dem sich auch das White-Bull-Kartell („Ein Sohn für einen Sohn“) beteiligt. Dabei wird White Bull von dem Bodyguard, dessen Geliebter von Calcote getötet wurde, auf dem Laufenden gehalten.
Auf dem Betriebshof der Straßenmeisterei kommt es schließlich zum Showdown. Coxman weist Calcotes Sohn an, in der Werkstatt zu bleiben, bis er abgeholt wird. Durch dessen kindlichen Ungehorsam schlägt jedoch der geplante Hinterhalt auf offenem Feld fehl. In der Erwartung einer blutigen Auseinandersetzung auf dem Betriebshof weist er ihm nun einen Platz in einem Verschlag zu und versieht ihn mit dicken Ohrenschützern. Anschließend schlägt der Hinterhalt jedoch endgültig fehl. Coxman wird von Calcotes Männern gefangen genommen. Dann trifft jedoch kurz darauf auch die Bande von White Bull ein und es kommt unmittelbar zu einer Schießerei, bei der fast alle Gangster getötet werden. Es erscheint eine „Trauer“-Einblendung – nun mit einer umfangreichen Liste mit teilweise phantasievollen Symbolen über den Namen. Calcote will fliehen, aber Coxman rammt mit einem großen Holzvollernter einen Baum durch das Dach seines Autos. White Bull erschießt daraufhin Calcote mit einem einzigen Schuss durch die Windschutzscheibe.
Coxman verlässt das Grundstück mit seinem Schneepflug, um seine Arbeit zu machen. Da springt White Bull in die Kabine und bedroht ihn zunächst mit einer Pistole. Da Coxman ungerührt seiner Arbeit nachgeht, fasst White Bull immer mehr Vertrauen und legt seine Waffe auf das Armaturenbrett.
In der Zwischenzeit kommt Calcotes Sohn aus dem Verschlag. Er trägt immer noch die dicken Ohrenschützer, während er im Blaulicht der nun auf dem Betriebshof anwesenden Polizei ins Freie tritt. Diese nimmt ihn kaum wahr und reagiert zu spät, als er sich nun mit der Schneefräse auf den Weg macht. Die letzte „Trauer“-Einblendung erscheint, als der letzte verbliebene Vollstrecker des White-Bull-Kartells versehentlich mit seinem Gleitschirm in Coxmans Schneepflug fliegt und zerhäckselt wird.

## Produktion
Regie führte Hans Petter Moland, das Drehbuch stammt von Frank Baldwin.
Ursprünglich war die Premiere für den 5. Februar 2019 geplant, wurde jedoch nach kontroversen Äußerungen von Hauptdarsteller Liam Neeson kurzfristig abgesagt. Am 8. Februar 2019 kam der Film in die US-amerikanischen und am 28. Februar 2019 in die deutschen Kinos.

## Rezeption

### Altersfreigabe
In Deutschland erhielt der Film eine Freigabe ab 16 Jahren. In der Freigabebegründung heißt es: „Die drastische Geschichte ist leicht verständlich und mit viel schwarzem Humor sowie skurrilen Figuren angereichert. Trotz der zahlreichen Überzeichnungen und ironischen Brechungen können die exzessiven Gewaltszenen auf Kinder und Jugendliche unter 16 Jahren eine verstörende und desorientierende Wirkung ausüben.“

### Kritiken und Einspielergebnis
Der Film stieß bislang auf die Zustimmung von 70 Prozent aller Kritiker bei Rotten Tomatoes und erreichte auf Metacritic einen Score von 57.
Die Filmkritikerin Antje Wessels schreibt, obwohl Hans Petter Moland für seine Neuauflage weitaus mehr Budget zur Verfügung stand als noch für das Original, lasse er sich angenehmerweise nicht dazu verleiten, seinem Film zu einer typischen Hollywood-Hochglanzoptik zu verhelfen. Hard Powder sei genauso dreckig wie die Vorlage, nur dass die Einer nach dem anderen mitunter 1:1 nachempfundenen Kamerafahrten ein klein wenig hochwertiger und besser ausgeleuchtet aussehen, so Wessels, was dem ganzen Projekt aber gut zu Gesicht stehe.
Matthias von Viereck von der dpa erklärt, die amerikanischen Ureinwohner würden vom Regisseur auf für das US-Kino erfreulich unstereotype Art porträtiert und findet, für Hard Powder lasse sich nur schwerlich eine bessere Besetzung der Hauptfigur denken: „Neeson zwar hat Starappeal, und doch ist sein Spiel stets eigensinnig, weniger gefällig als man es von manch männlichem Hollywoodkollegen kennt.“
Michael Ranze vom Filmdienst meint dagegen, dass bereits das Original den Hype nicht verdient habe, der um die Actionkomödie entstanden sei. Bei Hard Powder, welcher auf dieselben Versatzstücke zurückgreife, kritisiert Ranze außerdem, dass Liam Neeson mit einer solchen „Grimmigkeit“ spiele, dass der Humor auf der Strecke bleibt. Auch die rassistischen Untertöne des Films hebt der Autor hervor: „Dass die als Albaner beschimpften Serben des Originals nun zu Indianern mutieren, unterstreicht die Perfidität des Konzepts: Fremdenfeindlichkeit und Rassismus sind durchaus hoffähig im Unterhaltungskino.“
Die weltweiten Einnahmen des Films aus Kinovorführungen belaufen sich auf 76,4 Millionen US-Dollar. In Deutschland verzeichnete der Film 132.449 Besucher.

### Auszeichnungen
Saturn-Award-Verleihung 2019
- Nominierung in der Kategorie Best Action/Adventure Film Release

## Synchronisation
Die deutsche Synchronisation entstand nach der Dialogregie und einem Dialogdrehbuch von Sven Hasper im Auftrag der FFS Film- & Fernseh-Synchron GmbH, Berlin.
| Darsteller       | Synchronsprecher  | Rolle                   |
| ---------------- | ----------------- | ----------------------- |
| Liam Neeson      | Bernd Rumpf       | Nels Coxman             |
| Laura Dern       | Sabine Jaeger     | Grace Coxman            |
| Julia Jones      | Damineh Hojat     | Aya                     |
| Gus Halper       | Nicolás Artajo    | Bone                    |
| William Forsythe | Marco Kröger      | Brock                   |
| Wesley MacInnes  | Tobias Nath       | Dante                   |
| Emmy Rossum      | Kaya Marie Möller | Detective Dash          |
| Aleks Paunovic   | Peter Sura        | Detective Osgard        |
| Tom Bateman      | Torben Liebrecht  | Trevor „Viking“ Calcote |